# Pierre II Le Blanc
Pour les articles homonymes, voir Pierre Le Blanc.
Pierre Le Blanc, dit Pierre II pour le différencier de son père Pierre Ier Le Blanc, est un peintre français spécialisé en héraldique et un héraut d'armes, certainement né le 27 février 1631 à Paris et mort en février (?) 1687 dans la même ville.

## Biographie
Pierre Le Blanc naît certainement le 27 février 1631 à Paris,. Il est le fils du maître peintre Pierre Ier Le Blanc (1588-1671) et de son épouse Gillette Cuvillier.
Le 2 avril 1668, il est nommé peintre généalogiste de l'ordre royal de Notre-Dame du Mont-Carmel et de Saint-Lazare de Jérusalem , alors réformé. Il est chargé de peindre les armoiries des nouveaux chevaliers, qui sont disposées dans la grande salle de l'ordre.
Il épouse en 1673 Catherine, fille de Jean de Lens, orfèvre du duc d'Orléans et meurt au début de l'année 1687.

## Œuvre
Aucune œuvre n'ayant pu être retrouvée (en 2018), son œuvre n'est connue que par des documents d'archives. On possède notamment son inventaire après décès, qui donne une idée de son stock et donc de son activité. La majeure partie de son œuvre est éphémère et consistait en des décorations héraldiques à l'occasion de fêtes ou funérailles. Il possède à sa mort un très important stock, valant plus de 1200 livres - il s'agit essentiellement de modèles d'armoiries, dont les éléments génériques sont imprimés, sur papier ou étain, et qu'il complétait ensuite à la main avec les armoiries du défunt. C'est ainsi lui qui fournit la décoration pour l'enterrement de la reine Marie-Thérèse en 1683.